# Le Chevalier, la Mort et le Diable (bande dessinée)
Pour l’article homonyme, voir Le Chevalier, la Mort et le Diable.
Le Chevalier, la Mort et le Diable est une série de bande dessinée. créée et écrite par Patrick Cothias et dessinée par Alain Robet, publiée chez Glénat. La série est complète en deux albums.
Cette série fait partie du cycle des Sept Vies de l'Épervier, en tant que préquelle centré sur les personnages des deux frères Yvon et Gabriel, Barons de Troïl.

## Synopsis
Le premier tome, Bon sang ne peut mentir, est centré sur l'implication d'Yvon et Gabriel de Troïl dans les guerres de religion et plus précisément lors du Massacre de la Saint-Barthélemy.
Le second tome, La Reine vierge, racontent les aventures en mer d'Yvon, qui s'est embarqué sur un navire de corsaires huguenots.

## Albums
1. Bon sang ne peut mentir, 1999  (ISBN 2-7234-2721-8)[2]
2. La Reine vierge, 2000  (ISBN 2-7234-2885-0)

## Éditeur
- Glénat, collection "Vécu".